# Unione Sportiva Città di Palermo 2012-2013
Questa voce raccoglie le informazioni riguardanti l'Unione Sportiva Città di Palermo nelle competizioni ufficiali della stagione 2012-2013.
La squadra affronta la stagione con una delle rose mediamente più giovani della Serie A.

## Stagione

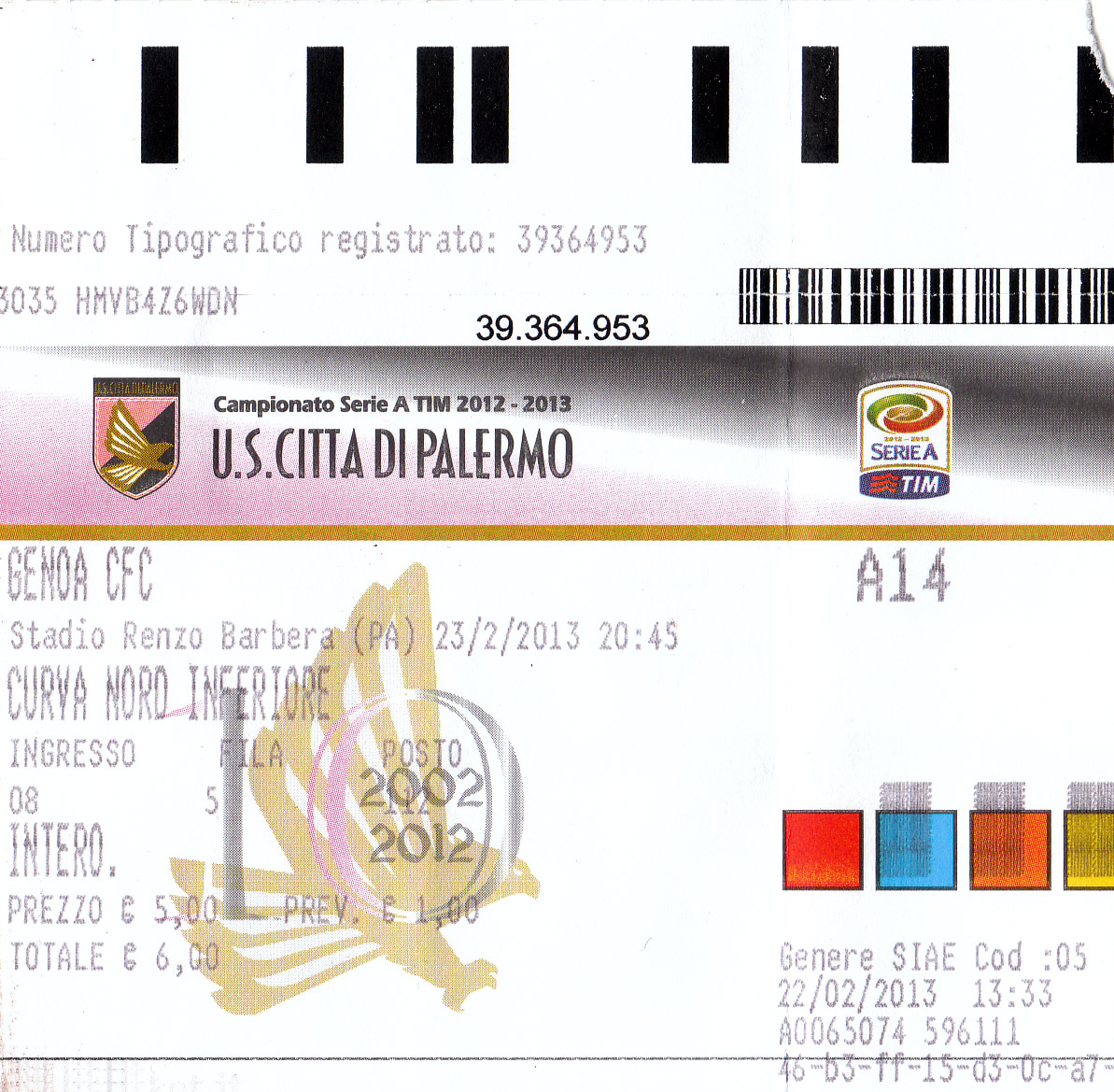
Biglietto della partita Palermo-Genoa (0-0) del 23 febbraio 2013, valevole per la 26ª giornata di campionato.

A partire da questa stagione il presidente Maurizio Zamparini decide di rinnovare profondamente la società, sia sul piano amministrativo, sia su quello sportivo. Già nel finale della stagione precedente aveva iniziato a prendere decisioni in tal senso: il 16 aprile 2012 Roberto Schifani, figlio del Presidente del Senato Renato, entra a far parte del Consiglio di Amministrazione della società, mentre il 23 aprile vengono ufficializzate le cariche di Giorgio Perinetti come nuovo Direttore Generale dell'Area Sportiva (carica che sotto la gestione di Zamparini non era mai stata di nessuno), qualora dovesse liberarsi dal Siena (cosa che poi avverrà), e di Patricio Teubal, fino a quel momento gestore della vendita dei diritti tv all'estero per Mediaset, come direttore generale dell'Area Amministrativa e Gestionale (carica ufficializzata il 9 luglio). Il 26 giugno viene ufficializzato l'ingaggio di Dario Baccin come Direttore dell'Area Tecnica e Responsabile del Settore Giovanile, anch'egli proveniente dal Siena. Rinnovato anche lo staff medico: il medico sociale Roberto Matracia, dall'incarico pluridecennale, rimane ma con un ruolo diverso, poiché la base d'appoggio sarà la clinica "La Quiete Hospital" di Varese, sede dello "Human Performance Lab", con cui la società rosanero ha firmato un contratto di collaborazione.
L'allenatore scelto è Giuseppe Sannino, reduce da un anno a Siena in cui aveva collaborato proprio con Perinetti; l'incarico è ufficializzato il 6 giugno. Due giorni dopo è stato annunciato il suo staff tecnico: Francesco Baiano è il suo secondo, mentre Francesco Bertini è il preparatore atletico; Luca Lomi ed Elio Garavaglia sono i collaboratori tecnici. Contestualmente sono state annunciate le date del ritiro estivo, che inizia il 12 luglio coi primi tre giorni riservati ai test medici e atletici, quindi la squadra si trasferisce a Malles Venosta (provincia autonoma di Bolzano) fino al 5 agosto.
La stagione si apre ufficialmente con il terzo turno di Coppa Italia, disputato al Barbera il 18 agosto e vinto per 3-1 contro la Cremonese; Miccoli è stato autore di una doppietta.
Il 24 agosto si chiude la campagna abbonamenti: le tessere sottoscritte sono state 9.230.
A seguito delle due sconfitte per 3-0 contro Napoli e Lazio e il pareggio casalingo per 1-1 contro il Cagliari, il 16 settembre Sannino viene esonerato e sostituito con Gian Piero Gasperini, che si avvale della collaborazione di Ivan Jurić come allenatore in seconda, di Tullio Gritti come collaboratore tecnico, di Antonio Pintus e Luca Trucchi in qualità di preparatori atletici e di Franco Paleari come preparatore dei portieri.
Dopo ulteriori due sconfitte per 1-0, contro Atalanta e Pescara, maturate nei minuti finali, il 27 settembre 2012, durante una conferenza stampa tenutasi presso lo stadio Renzo Barbera, Zamparini rende Pietro Lo Monaco amministratore delegato della società, cedendogli il 10% delle azioni; pochi giorni dopo Perinetti lascia l'incarico di Direttore Generale dell'Area Sportiva.
Tre giorni dopo il Palermo ottiene la prima vittoria in campionato battendo il Chievo per 4-1, grazie a una tripletta di Miccoli e al primo gol in rosanero di Giorgi. Il gol del parziale 2-1 è il millesimo in Serie A (considerando solo la stagione regolare) della storia rosanero. Nella partita successiva la squadra ottiene il pareggio per 1-1 in casa del Genoa.
Il 13 ottobre la società decide di emettere dei "mini-abbonamenti" per le successive cinque gare casalinghe di campionato. Seguiranno altri tre pareggi: i primi due a reti bianche (prime partite con porta inviolata), quindi il 2-2 contro il Milan al Barbera. Dopo la sconfitta per 4-1 contro la Roma, il Palermo ottiene la seconda vittoria in campionato battendo la Sampdoria per 2-0 con le prime reti italiane di Paulo Dybala.
Dopo la sconfitta per 3-0 in trasferta contro il Bologna, in cui la squadra ha subito tre espulsioni e la fascia di capitano è passata nel braccio di quattro giocatori, nella 14ª giornata il Palermo ha battuto per 3-1 il Catania nel derby, con la centesima rete in Serie A per Miccoli e una doppietta di Iličič. Tre giorni dopo arriva l'eliminazione dalla Coppa Italia dopo la sconfitta casalinga per 2-1 contro l'Hellas Verona.
Il 30 novembre viene ufficializzata una collaborazione fra la Triestina e il Palermo con effetto immediato e fino alla stagione 2014-2015; l'accordo prevede la messa a disposizione di risorse in termini di elementi funzionali al progetto, in particolare gli elementi della formazione Primavera, con l'obiettivo di ottenere l'accesso ai campionati professionistici nel breve periodo e il successivo ingresso di Zamparini nella società alabardata seguito di un periodo di affiancamento.
Il girone d'andata si chiude con due sconfitte di misura contro Inter e Juventus, il pareggio per 1-1 contro l'Udinese, la sconfitta casalinga per 3-0 contro la Fiorentina e quella esterna per 2-1 contro il Parma, partita, quest'ultima, in cui hanno esordito i nuovi acquisti Aronica e Anselmo e i giovani Sanseverino e Malele.
Il girone di ritorno si apre con la sconfitta per 3-0 contro il Napoli (in cui esordisce Andrea Dossena) e due pareggi contro Lazio (2-2) e Cagliari (1-1), partita quest'ultima in cui esordiscono Stefano Sorrentino e Mauro Formica. Nella successiva partita, persa per 1-2 contro l'Atalanta, fanno il proprio esordio in maglia rosanero altri quattro acquisti di gennaio: Nélson (autore della rete dal Palermo), Alejandro Faurlín, Mauro Boselli e Diego Fabbrini.
Il giorno successivo alla sconfitta contro l'Atalanta e con i rosanero ultimi in classifica, il tecnico Gasperini viene esonerato e sostituito il 5 febbraio da Alberto Malesani che ha portato con sé lo staff composto dal vice Ezio Sella (che ritorna nel Palermo dopo l'esperienza nell'annata 2000-2001), dai preparatori atletici Paolo Aiello e Antonio Raione; come preparatore dei portieri rimane Franco Paleari. Un cambio avviene anche nei ranghi societari: Lo Monaco si dimette e Perinetti torna nell'organigramma societario come consigliere, con carica ufficializzata il 20 febbraio 2013.
Malesani guida la squadra per tre partite, concluse tutte in pareggio: a seguito, infatti, dell'1-1 contro Pescara e Chievo e dello 0-0 contro il Genoa, il 24 febbraio viene esonerato e al suo posto viene richiamato Gasperini, che – dopo una settimana di ritiro a Novarello – ottiene un altro 0-0 contro il Torino in trasferta. A seguito della successiva sconfitta casalinga per 2-1 contro il Siena, l'11 marzo Gasperini rescinde consensualmente il contratto con la società, venendo sostituito il giorno successivo da Sannino che torna così sulla panchina del Palermo; negli stessi giorni Giovanni Tedesco torna in società come collaboratore di Perinetti.
Alla ripresa del campionato dopo la sosta per le Nazionali, il 30 marzo il Palermo torna alla vittoria dopo quindici turni battendo per 2-0 la Roma nella gara della 30ª giornata con reti di Iličič e Miccoli. Nella successiva partita il Palermo ottiene la prima vittoria esterna del campionato (e per la prima volta vince due gare di fila), grazie al 3-1 sulla Sampdoria in cui Steve von Bergen e Santiago García hanno segnato le loro prime reti in maglia rosanero. Seguono due pareggi, entrambi per 1-1 contro Bologna in casa e nel derby col Catania in trasferta (gol di Iličič al 95').
Nella 34ª giornata la squadra s'impone per 1-0 sull'Inter, quindi ottiene due sconfitte di misura in trasferta contro la Juventus (1-0, partita nella quale Miccoli raggiunge il primo posto solitario della classifica dei calciatori più presenti in Serie A con la maglia del Palermo) e al Barbera contro l'Udinese (3-1). Il 12 maggio, venendo sconfitto fuori casa dalla Fiorentina per 1-0, il Palermo retrocede aritmeticamente in Serie B con una giornata d'anticipo, dopo 9 stagioni di fila in Serie A con cinque partecipazioni alle Coppe Europee e con una finale di Coppa nazionale (retrocessione - in massima serie - che non accadeva dal 1972-1973, esattamente da 40 anni).
Prima dell'ultima giornata di campionato, il 15 maggio, vengono ufficializzate le cariche di Nicola Amoruso come direttore sportivo (a partire da giugno) e di Enrico Busto come Direttore Marketing e Comunicazione. Il campionato si chiude con la sconfitta per 3-1 in casa contro il Parma.
Nel Campionato Primavera il Palermo si è piazzato al terzo posto nel girone C, due punti dietro le capoliste, uscendo nella semifinale play-off contro il Chievo.

## Divise e sponsor
Il 20 gennaio 2012 fu ufficializzato l'accordo di sponsorizzazione tecnico con la Puma, per quattro anni a partire da questa stagione.
Le maglie di questa stagione vengono presentate il 19 luglio 2012. La prima maglia ha i classici colori rosanero e taglio slim-fit, con il colletto alla coreana nero con righe rosa; è realizzata con il tessuto USP, che è leggero e morbido. La seconda maglia è nera con una striscia rosa orizzontale sul petto, ed è caratterizzata dal colletto a V con un bordino a doppio strato. La terza maglia, bianca, possiede una striscia obliqua rosanero sul petto. Per quanto riguarda le maglia dei portieri, la colorazione di base è dark shadow con banda orizzontale color lime oppure con la livrea perfettamente invertita.
A settembre la società stringe un rapporto di collaborazione con l'azienda di abbigliamento Brooksfield. Il 23 novembre successivo è stato ufficializzato un accordo di sponsorizzazione con l'azienda telefonica Italiacom: il marchio è main sponsor per le partite di Coppa Italia e co-sponsor per quelle di campionato a partire da questa data, il main sponsor, confermato per la quarta stagione consecutiva, è Eurobet.
| 1ª divisa | 2ª divisa | 3ª divisa | 1ª div. portieri | 2ª div. portieri | 3ª div. portieri |

## Organigramma societario[37]
Area direttiva
- Presidente: Maurizio Zamparini
- Vice Presidente: Guglielmo Micciché
- Amministratore delegato: Pietro Lo Monaco,[38] poi dimessosi
- Direttore generale area amministrativa e gestionale: Patricio Teubal
- Direttore di gestione: Giuseppe Del Bianco
- Direttore amministrativo: Daniela De Angeli
- Consigliere: Roberto Schifani

Area organizzativa
- Segretario generale: Roberto Felicori
- Segretario organizzativo: Salvatore Francoforte

Area comunicazione
- Responsabile: Susanna Marcellini

Area marketing
- Marketing: Mauro Bellante

Area tecnica
- Direttore Generale dell'Area Sportiva: Giorgio Perinetti, poi dimessosi, torna come consigliere in seguito alle dimissioni di Lo Monaco.
- Direttore sportivo: Luca Cattani
- Osservatore: Ivano Pastore[39][40]
- Direttore dell'Area Tecnica e Responsabile del Settore Giovanile: Dario Baccin
- Responsabile del Settore Giovanile: Rosario Argento
- Allenatore: Giuseppe Sannino, poi Gian Piero Gasperini, poi Alberto Malesani, poi Gian Piero Gasperini, poi Giuseppe Sannino
- Allenatore in seconda: Francesco Baiano, poi Ivan Jurić, poi Ezio Sella, poi Ivan Jurić, poi Francesco Baiano
- Collaboratori tecnici: Luca Lomi ed Elio Garavaglia,[41] poi Tullio Gritti, poi nessuno, poi Tullio Gritti, poi Luca Lomi ed Elio Garavaglia
- Preparatore atletico: Francesco Bertini, poi Antonio Pintus e Luca Trucchi, poi Paolo Aiello e Antonio Raione, poi Antonio Pintus e Luca Trucchi, poi Francesco Bertini e Antonio Pintus[42]
- Preparatori recupero infortunati: Francesco Chinnici, poi nessuno
- Preparatore dei portieri: Franco Paleari

Area sanitaria
- Responsabile sanitario: Prof. Adelfio Elio Cardinale
- Medico sociale: Dott. Roberto Matracia
- Medici: Prof. Diego Picciotto, Dott. Giuseppe Puleo
- Medico nutrizionista: Dott. Eugenio Sclauzero
- Dietista: Dott. Leandro Carollo
- Massofisioterapisti: Anton Roy Fernandez, Gianluca Gresi
- Fisioterapisti: Francesco Bruno, Valerio Flammini
- Terapista della riabilitazione: Claudio Patti
- Dietista: Leandro Carollo[43]
- Capo Staff Medico-Sanitario: Dott. Ferdinando Battistella
- Responsabile Sanitario: Dott. Cristian Francavilla
- Medico Addetto Prima Squadra: Dott. Paolo Minafra

## Rosa
| N. |                      | Ruolo | Calciatore                    |
| -- | -------------------- | ----- | ----------------------------- |
| 1  | Kosovo (bandiera)    | P     | Samir Ujkani                  |
| 2  | Italia (bandiera)    | D     | Andrea Mantovani              |
| 3  | Italia (bandiera)    | C     | Luca Di Matteo                |
| 3  | Italia (bandiera)    | D     | Salvatore Aronica             |
| 4  | Argentina (bandiera) | D     | Mauro Cetto                   |
| 5  | Paraguay (bandiera)  | C     | Édgar Barreto (vice capitano) |
| 6  | Argentina (bandiera) | D     | Ezequiel Muñoz                |
| 7  | Italia (bandiera)    | C     | Nicolas Viola                 |
| 8  | Italia (bandiera)    | C     | Giulio Migliaccio             |
| 8  | Italia (bandiera)    | C     | Andrea Dossena                |
| 9  | Argentina (bandiera) | A     | Paulo Dybala                  |
| 10 | Italia (bandiera)    | A     | Fabrizio Miccoli (capitano)   |
| 11 | Uruguay (bandiera)   | A     | Abel Hernández                |
| 14 | Argentina (bandiera) | C     | Nicolás Bertolo               |
| 14 | Brasile (bandiera)   | C     | Anselmo                       |
| 15 | Serbia (bandiera)    | D     | Milan Milanović               |
| 16 | Israele (bandiera)   | C     | Eran Zahavi                   |
| 16 | Italia (bandiera)    | A     | Diego Fabbrini                |
| 17 | Argentina (bandiera) | C     | Franco Vázquez                |
| 17 | Italia (bandiera)    | C     | Luigi Giorgi                  |
| 17 | Argentina (bandiera) | A     | Mauro Boselli                 |
| 18 | Cile (bandiera)      | D     | Carlos Labrín                 |
| 18 | Argentina (bandiera) | C     | Alejandro Faurlín             |

| N. |                       | Ruolo | Calciatore                     |
| -- | --------------------- | ----- | ------------------------------ |
| 19 | Croazia (bandiera)    | A     | Igor Budan                     |
| 19 | Argentina (bandiera)  | A     | Mauricio Sperduti              |
| 20 | Uruguay (bandiera)    | C     | Egidio Arévalo                 |
| 21 | Italia (bandiera)     | C     | Franco Brienza                 |
| 22 | Portogallo (bandiera) | D     | Nélson                         |
| 23 | Italia (bandiera)     | C     | Massimo Donati (vice capitano) |
| 24 | Svezia (bandiera)     | A     | Agon Mehmeti                   |
| 24 | Svizzera (bandiera)   | A     | Cephas Malele                  |
| 25 | Svizzera (bandiera)   | D     | Steve von Bergen               |
| 26 | Uruguay (bandiera)    | C     | Ignacio Lores Varela           |
| 27 | Slovenia (bandiera)   | C     | Josip Iličić                   |
| 28 | Slovenia (bandiera)   | C     | Jasmin Kurtić                  |
| 29 | Argentina (bandiera)  | D     | Santiago García                |
| 30 | Italia (bandiera)     | P     | Giacomo Brichetto              |
| 31 | Italia (bandiera)     | D     | Eros Pisano                    |
| 33 | Argentina (bandiera)  | C     | Mauro Formica                  |
| 50 | Italia (bandiera)     | C     | Giulio Sanseverino             |
| 54 | Italia (bandiera)     | P     | Stefano Sorrentino             |
| 89 | Svizzera (bandiera)   | D     | Michel Morganella              |
| 99 | Italia (bandiera)     | P     | Francesco Benussi              |

## Calciomercato

### Sessione estiva(dall'1/7/2012 al 31/8/2012)
In questa sessione di mercato la società ha incassato 17 milioni di euro dalle cessioni spendendone 26, chiudendo quindi il bilancio relativo alla compravendita con 9 milioni di euro al passivo.
In porta sono stati acquistati Samir Ujkani e Francesco Benussi (di ritorno, rispettivamente, da Novara e Torino), mentre sono stati ceduti Emiliano Viviano alla Fiorentina e Alexandros Tzorvas al Genoa. In difesa ritornano Mauro Cetto (Lilla), Santiago García e Michel Morganella (Novara), mentre viene acquistato Steve von Bergen (l'ultima stagione al Cesena) nell'ambito della trattativa col Genoa per Tzorvas; sono stati ceduti invece Federico Balzaretti alla Roma e Matías Silvestre all'Inter.
A centrocampo sono stati acquistati Egidio Arévalo dal Club Tijuana, Franco Brienza dal Siena (è un ritorno per lui) e Luigi Giorgi dal Novara (dopo l'ultima stagione al Cesena), mentre ritornano Jasmin Kurtić dal Varese e Nicolas Viola dalla Reggina dopo averlo bloccato nella finestra di mercato precedente; fra le cessioni di questo reparto ci sono Afriyie Acquah (Parma), Matías Aguirregaray (Montevideo Wanderers), Edgar Álvarez (Dinamo Bucarest), Armin Bačinovič (Hellas Verona) e Francesco Della Rocca (Fiorentina). In attacco sono arrivati Paulo Dybala (acquisto record di 12 milioni di €, prelevato dall'Instituto de Cordoba) e Sebastián Sosa Sánchez (Cerro Largo), mentre Agon Mehmeti va al Novara nella trattativa per Giorgi.
| Acquisti         | Acquisti                | Acquisti          | Acquisti                   |
| R.               | Nome                    | da                | Modalità                   |
| ---------------- | ----------------------- | ----------------- | -------------------------- |
| P                | Francesco Benussi       | Torino            | fine prestito              |
| P                | Samir Ujkani            | Novara            | riscatto compartecipazione |
| D                | Mauro Cetto             | Lilla             | fine prestito              |
| D                | Santiago García         | Novara            | fine prestito              |
| D                | Michel Morganella       | Novara            | riscatto compartecipazione |
| D                | Steve von Bergen        | Genoa             | definitivo                 |
| C                | Egidio Arévalo          | Club Tijuana      | definitivo (3 milioni €)   |
| C                | Franco Brienza          | Siena             | definitivo (1,3 milioni €) |
| C                | Luigi Giorgi            | Novara            | prestito                   |
| C                | Jasmin Kurtić           | Varese            | fine prestito              |
| C                | Nicolas Viola           | Reggina           | fine prestito              |
| A                | Paulo Dybala            | Instituto (C)     | definitivo (12 milioni €)  |
| Altre operazioni |                         |                   |                            |
| R.               | Nome                    | da                | Modalità                   |
| P                | Andrea Fulignati        | Sestese           | prestito                   |
| D                | Andrea Adamo            | Portogruaro       | fine prestito              |
| D                | Siniša Anđelković       | Ascoli            | fine prestito              |
| D                | Daniel Cappelletti      | Sassuolo          | fine prestito              |
| D                | Matteo Darmian          | Torino            | fine prestito              |
| D                | Giovanni Fricano        | Castel Rigone     | fine prestito              |
| D                | Edoardo Goldaniga       | Pergolettese      | definitivo                 |
| D                | Cristian Melinte        | Petrolul Ploiești | fine prestito              |
| D                | Eros Pellegrini         | Viareggio         | fine prestito              |
| D                | Aljaž Struna            | Koper             | definitivo                 |
| C                | Gianmarco Corsino       | Ebolitana         | fine prestito              |
| C                | Luca Di Matteo          | Lecce             | fine prestito              |
| C                | João Pedro              | Peñarol           | fine prestito              |
| C                | Ádám Simon              | Bari              | fine prestito              |
| C                | Francesco Mirko Velardi | Monza             | fine prestito              |
| A                | Pablo Andrés González   | Siena             | fine prestito              |
| A                | Umberto Nappello        | Gubbio            | fine prestito              |
| A                | Michele Pieri           | San Marino        | fine prestito              |
| A                | Sebastián Sosa Sánchez  | Cerro Largo       | definitivo                 |
| A                | Davide Succi            | Padova            | fine prestito              |
| A                | Gabriele Zerbo          | Teramo            | riscatto compartecipazione |

| Cessioni         | Cessioni                | Cessioni             | Cessioni                           |
| R.               | Nome                    | a                    | Modalità                           |
| ---------------- | ----------------------- | -------------------- | ---------------------------------- |
| P                | Emiliano Viviano        | Fiorentina           | prestito (0,5 milioni €)           |
| P                | Alexandros Tzorvas      | Genoa                | definitivo                         |
| D                | Federico Balzaretti     | Roma                 | definitivo (4,5 milioni €)         |
| D                | Cristian Melinte        | Astra Ploiești       | prestito                           |
| D                | Matías Silvestre        | Inter                | prestito (2 milioni €)             |
| C                | Afriyie Acquah          | Parma                | prestito                           |
| C                | Matías Aguirregaray     | Montevideo Wanderers | fine prestito                      |
| C                | Edgar Álvarez           | Dinamo Bucarest      | definitivo                         |
| C                | Armin Bačinovič         | Verona               | prestito                           |
| C                | Francesco Della Rocca   | Fiorentina           | prestito (0,9 milioni €)           |
| C                | Luca Di Matteo          | Vicenza              | definitivo                         |
| C                | João Pedro              |                      | svincolato                         |
| C                | Ignacio Lores Varela    | Botev Vraca          | prestito                           |
| C                | Giulio Migliaccio       | Fiorentina           | prestito (1 milione €)             |
| C                | Ádám Simon              | Haladás              | prestito                           |
| C                | Franco Vázquez          | Rayo Vallecano       | prestito                           |
| A                | Pablo Andrés González   | Novara               | definitivo                         |
| A                | Daniel Jara Martínez    | Genoa                | prestito                           |
| A                | Agon Mehmeti            | Novara               | prestito                           |
| A                | Davide Succi            | Cesena               | definitivo (0 €)                   |
| Altre operazioni |                         |                      |                                    |
| R.               | Nome                    | da                   | Modalità                           |
| D                | Andrea Adamo            | Foligno              | definitivo                         |
| D                | Siniša Anđelković       | Modena               | prestito                           |
| D                | Daniel Cappelletti      | Südtirol             | prestito                           |
| D                | Alexander Caputo        | Feralpisalò          | definitivo                         |
| D                | Matteo Darmian          | Torino               | compartecipazione (0,85 milioni €) |
| D                | Giovanni Fricano        | Aversa Normanna      | [ 78 ]                             |
| D                | Eros Pellegrini         | Viareggio            | compartecipazione                  |
| D                | Giuseppe Prestia        | Ascoli               | prestito                           |
| D                | Aljaž Struna            | Varese               | prestito                           |
| C                | Gianmarco Corsino       | Casale               | definitivo                         |
| C                | Gianluca Di Chiara      | Pavia                | prestito                           |
| C                | Francesco Mirko Velardi | Como                 | prestito                           |
| A                | Umberto Nappello        | Gubbio               | prestito                           |
| A                | Michele Pieri           | Santarcangelo        | prestito                           |
| A                | Gabriele Zerbo          | Teramo               | compartecipazione                  |
| A                | Gabriele Zerbo          | Chievo               | compartecipazione                  |

### Sessione invernale(dal 3/1/2013 al 31/1/2013)
In questa sessione di calciomercato il Palermo è stato coinvolto in parecchia operazioni in ogni reparto. In porta Stefano Sorrentino arriva dal ChievoVerona mentre Samir Ujkani percorra la strada inversa, anche se non si è trattato di uno scambio ma bensì di due trattative separate.

In difesa, dal Napoli, sono arrivati Salvatore Aronica e Andrea Dossena, più l'esterno Nélson che aveva appena rescisso il contratto con il Betis Siviglia; sono stati ceduti quei giocatori che avevano trovato scarso impiego, vale a dire Mauro Cetto (tornato in Argentina), Carlos Labrín (tornato in Cile), Milan Milanović (ceduto al Vicenza in Serie B) ed Eros Pisano di cui è stata scambiata la compartecipazione con Anselmo del Genoa.

A centrocampo, oltre Anselmo, sono arrivati due argentini, cioè Alejandro Faurlín dal Queens Park Rangers e Mauro Formica dal Blackburn Rovers, mentre sono stati ceduti Nicolás Bertolo (in Messico), Franco Brienza e Luigi Giorgi all'Atalanta ed Eran Zahavi (tornato in Israele).

Nel reparto offensivo arrivano in Sicilia altri due argentini: Mauro Boselli dal Wigan Athletic e Mauricio Sperduti dal Newell's Old Boys; completa l'attacco Diego Fabbrini dall'Udinese. Igor Budan, invece, raggiunge Brienza e Giorgi all'Atalanta.
| Acquisti         | Acquisti                 | Acquisti          | Acquisti                    |
| R.               | Nome                     | da                | Modalità                    |
| ---------------- | ------------------------ | ----------------- | --------------------------- |
| P                | Stefano Sorrentino       | Chievo            | prestito                    |
| D                | Salvatore Aronica        | Napoli            | definitivo                  |
| D                | Andrea Dossena           | Napoli            | prestito                    |
| D                | Nélson                   |                   | svincolato                  |
| C                | Anselmo de Moraes        | Genoa             | compartecipazione           |
| C                | Alejandro Faurlín        | QPR               | prestito (1 milione €)      |
| C                | Mauro Formica            | Blackburn Rovers  | prestito                    |
| A                | Mauro Boselli            | Wigan             | prestito (0,25 milioni €)   |
| A                | Diego Fabbrini           | Udinese           | prestito                    |
| A                | Mauricio Sperduti        | Newell's Old Boys | definitivo (0,25 milioni €) |
| Altre operazioni |                          |                   |                             |
| R.               | Nome                     | da                | Modalità                    |
| D                | Giovanni Vitale          | Kamarat           | rientro prestito            |
| C                | Afriyie Acquah           | Parma             | rientro prestito            |
| C                | Lorenzo Di Carlo Cuttone | Mazara            | rientro prestito            |
| C                | Ignacio Lores Varela     | Botev Vraca       | rientro prestito            |
| C                | Vito Migliore            | Nissa             | rientro prestito            |
| A                | Salvatore Falletta       | Alcamo            | rientro prestito            |
| A                | Gabriele Zerbo           | Chievo            | riscatto compartecipazione  |

| Cessioni         | Cessioni                 | Cessioni         | Cessioni                   |
| R.               | Nome                     | a                | Modalità                   |
| ---------------- | ------------------------ | ---------------- | -------------------------- |
| P                | Samir Ujkani             | Chievo           | prestito                   |
| D                | Mauro Cetto              | San Lorenzo      | definitivo                 |
| D                | Carlos Labrín            | Huachipato       | prestito                   |
| D                | Milan Milanović          | Vicenza          | prestito                   |
| D                | Eros Pisano              | Genoa            | compartecipazione          |
| C                | Nicolás Bertolo          | Cruz Azul        | definitivo                 |
| C                | Franco Brienza           | Atalanta         | definitivo                 |
| C                | Luigi Giorgi             | Novara           | fine prestito              |
| C                | Eran Zahavi              | Maccabi Tel Aviv | definitivo                 |
| A                | Igor Budan               | Atalanta         | prestito                   |
| A                | Sebastián Sosa Sánchez   | Central Español  | prestito                   |
| Altre operazioni |                          |                  |                            |
| R.               | Nome                     | da               | Modalità                   |
| C                | Afriyie Acquah           | Hoffenheim       | definitivo (2,5 milioni €) |
| C                | Lorenzo Di Carlo Cuttone | Triestina        | prestito                   |
| C                | Ignacio Lores Varela     | CSKA Sofia       | prestito                   |
| C                | Vito Migliore            | Milazzo          | [ 90 ]                     |

## Risultati

### Serie A

#### Girone di andata
| Arbitro: | Orsato (Schio) |

|  |           |                                    |
|  | Marcatori | 45+3’ Hamšík 79’ Maggio 88’ Cavani |

| Arbitro: | Celi (Bari) |

|                             |           |  |
| Klose 39’, 82’ Candreva 56’ | Marcatori |  |

| Arbitro: | Mazzoleni (Bergamo) |

|             |           |         |
| Arévalo 40’ | Marcatori | 88’ Sau |

| Arbitro: | Giacomelli (Trieste) |

|              |           |  |
| Raimondi 88’ | Marcatori |  |

| Arbitro: | Doveri (Roma) |

|           |           |  |
| Weiss 86’ | Marcatori |  |

| Arbitro: | Bergonzi (Genova) |

|                                  |           |               |
| Miccoli 13’, 59’, 82’ Giorgi 80’ | Marcatori | 28’ Rigoni M. |

| Arbitro: | Tommasi (Bassano del Grappa) |

|               |           |            |
| Borriello 52’ | Marcatori | 14’ Giorgi |

| Palermo 21 ottobre 2012, ore 15:00 CEST 8ª giornata | Palermo        | 0 – 0 referto | Torino | Stadio Renzo Barbera (15.715 spett.)\| Arbitro: \| Romeo (Verona) \| |
| Arbitro:                                            | Romeo (Verona) |               |        |                                                                      |

| Siena 27 ottobre 2012, ore 18:00 CET 9ª giornata | Siena              | 0 – 0 referto | Palermo | Stadio Artemio Franchi - Montepaschi Arena (8.708 spett.)\| Arbitro: \| Calvarese (Teramo) \| |
| Arbitro:                                         | Calvarese (Teramo) |               |         |                                                                                               |

| Arbitro: | Rizzoli (Bologna) |

|                                  |           |                               |
| Miccoli 45+1’ (rig.) Brienza 47’ | Marcatori | 69’ Montolivo 80’ El Shaarawy |

| Arbitro: | De Marco (Chiavari) |

|                                             |           |            |
| Totti 11’ Osvaldo 31’ Lamela 69’ Destro 79’ | Marcatori | 84’ Iličić |

| Arbitro: | Giannoccaro (Lecce) |

|                 |           |  |
| Dybala 52’, 71’ | Marcatori |  |

| Arbitro: | Valeri (Roma) |

|                                           |           |  |
| Gilardino 22’ Gabbiadini 44’ Diamanti 48’ | Marcatori |  |

| Arbitro: | Romeo (Verona) |

|                             |           |          |
| Miccoli 10’ Iličić 49’, 60’ | Marcatori | 70’ Lodi |

| Arbitro: | Bergonzi (Genova) |

|                   |           |  |
| García 74’ (aut.) | Marcatori |  |

| Arbitro: | De Marco (Chiavari) |

|  |           |                  |
|  | Marcatori | 50’ Lichtsteiner |

| Arbitro: | Peruzzo (Schio) |

|               |           |            |
| Di Natale 89’ | Marcatori | 33’ Iličić |

| Arbitro: | Celi (Bari) |

|  |           |                                              |
|  | Marcatori | 50’, 83’ (rig.) Jovetić 89’ (rig.) Rodríguez |

| Arbitro: | Doveri (Roma) |

|                         |           |           |
| Belfodil 62’ Amauri 92’ | Marcatori | 85’ Budan |

#### Girone di ritorno
| Arbitro: | Gervasoni (Mantova) |

|                                  |           |  |
| Maggio 30’ Inler 34’ Insigne 72’ | Marcatori |  |

| Arbitro: | Rocchi (Firenze) |

|                        |           |                           |
| Arévalo 70’ Dybala 71’ | Marcatori | 10’ Floccari 84’ Hernanes |

| Arbitro: | Valeri (Roma) |

|                    |           |            |
| Thiago Ribeiro 90’ | Marcatori | 30’ Iličić |

| Arbitro: | Damato (Barletta) |

|            |           |                       |
| Nélson 83’ | Marcatori | 54’ Carmona 71’ Denis |

| Arbitro: | Irrati (Pistoia) |

|              |           |               |
| Fabbrini 80’ | Marcatori | 73’ Bjarnason |

| Arbitro: | Tagliavento (Terni) |

|             |           |            |
| Théréau 55’ | Marcatori | 5’ Formica |

| Palermo 23 febbraio 2013, ore 20:45 CET 26ª giornata | Palermo        | 0 – 0 referto | Genoa | Stadio Renzo Barbera (18.995 spett.)\| Arbitro: \| Orsato (Schio) \| |
| Arbitro:                                             | Orsato (Schio) |               |       |                                                                      |

| Torino 3 marzo 2013, ore 12:30 CET 27ª giornata | Torino           | 0 – 0 referto | Palermo | Stadio Olimpico\| Arbitro: \| Rocchi (Firenze) \| |
| Arbitro:                                        | Rocchi (Firenze) |               |         |                                                   |

| Arbitro: | Romeo (Verona) |

|             |           |                         |
| Anselmo 44’ | Marcatori | 51’ Emeghara 72’ Rosina |

| Arbitro: | Peruzzo (Schio) |

|                          |           |  |
| Balotelli 8’ (rig.), 66’ | Marcatori |  |

| Arbitro: | Calvarese (Teramo) |

|                        |           |  |
| Iličić 21’ Miccoli 35’ | Marcatori |  |

| Arbitro: | Guida (Torre Annunziata) |

|            |           |                                      |
| Munari 43’ | Marcatori | 35’ von Bergen 50’ Iličić 56’ García |

| Arbitro: | Doveri (Roma) |

|           |           |                |
| Iličić 4’ | Marcatori | 17’ Gabbiadini |

| Arbitro: | Mazzoleni (Bergamo) |

|                |           |            |
| Barrientos 69’ | Marcatori | 95’ Iličić |

| Arbitro: | Orsato (Schio) |

|            |           |  |
| Iličić 10’ | Marcatori |  |

| Arbitro: | Romeo (Verona) |

|                  |           |  |
| Vidal 59’ (rig.) | Marcatori |  |

| Arbitro: | Giannoccaro (Lecce) |

|                                  |           |                                   |
| Miccoli 34’ (rig.) Hernández 81’ | Marcatori | 9’ Muriel 64’ Angella 83’ Benatia |

| Arbitro: | Antonio Damato (Barletta) |

|          |           |  |
| Toni 41’ | Marcatori |  |

| Arbitro: | Roca (Foggia) |

|             |           |                                     |
| Miccoli 75’ | Marcatori | 38’ Gobbi 41’ Valdés 45+1’ Belfodil |

### Coppa Italia

#### Turni preliminari
| Arbitro: | Doveri (Roma) |

|                                    |           |                    |
| Miccoli 22’ (rig.), 33’ Iličič 73’ | Marcatori | 24’ (rig.) Le Noci |

| Arbitro: | Peruzzo (Schio) |

|           |           |                    |
| Giorgi 7’ | Marcatori | 8’ Cocco 72’ Cacia |

## Statistiche

### Statistiche di squadra
| Competizione | Punti | In casa | In casa | In casa | In casa | In casa | In casa | In trasferta | In trasferta | In trasferta | In trasferta | In trasferta | In trasferta | Totale | Totale | Totale | Totale | Totale | Totale | DR  |
| Competizione | Punti | G       | V       | N       | P       | Gf      | Gs      | G            | V            | N            | P            | Gf           | Gs           | G      | V      | N      | P      | Gf     | Gs     | DR  |
| ------------ | ----- | ------- | ------- | ------- | ------- | ------- | ------- | ------------ | ------------ | ------------ | ------------ | ------------ | ------------ | ------ | ------ | ------ | ------ | ------ | ------ | --- |
| Serie A      | 32    | 19      | 5       | 7       | 7       | 24      | 26      | 19           | 1            | 7            | 11           | 10           | 28           | 38     | 6      | 14     | 18     | 34     | 54     | -20 |
| Coppa Italia |       | 2       | 1       | 0       | 1       | 4       | 3       | 0            | 0            | 0            | 0            | 0            | 0            | 2      | 1      | 0      | 1      | 4      | 3      | +1  |
| Totale       | -     | 19      | 6       | 7       | 8       | 28      | 29      | 19           | 1            | 7            | 11           | 10           | 28           | 40     | 7      | 14     | 19     | 38     | 57     | -19 |

### Andamento in campionato
| Giornata  | 1  | 2  | 3  | 4  | 5  | 6  | 7  | 8  | 9  | 10 | 11 | 12 | 13 | 14 | 15 | 16 | 17 | 18 | 19 | 20 | 21 | 22 | 23 | 24 | 25 | 26 | 27 | 28 | 29 | 30 | 31 | 32 | 33 | 34 | 35 | 36 | 37 | 38 |
| --------- | -- | -- | -- | -- | -- | -- | -- | -- | -- | -- | -- | -- | -- | -- | -- | -- | -- | -- | -- | -- | -- | -- | -- | -- | -- | -- | -- | -- | -- | -- | -- | -- | -- | -- | -- | -- | -- | -- |
| Luogo     | C  | T  | C  | T  | T  | C  | T  | C  | T  | C  | T  | C  | T  | C  | T  | C  | T  | C  | T  | T  | C  | T  | C  | C  | T  | C  | T  | C  | T  | C  | T  | C  | T  | C  | T  | C  | T  | C  |
| Risultato | P  | P  | N  | P  | P  | V  | N  | N  | N  | N  | P  | V  | P  | V  | P  | P  | N  | P  | P  | P  | N  | N  | P  | N  | N  | N  | N  | P  | P  | V  | V  | N  | N  | V  | P  | P  | P  | P  |
| Posizione | 19 | 19 | 19 | 20 | 20 | 18 | 19 | 20 | 19 | 18 | 20 | 16 | 17 | 16 | 18 | 18 | 18 | 19 | 20 | 20 | 20 | 20 | 20 | 20 | 20 | 20 | 19 | 19 | 19 | 19 | 18 | 18 | 18 | 18 | 18 | 18 | 18 | 18 |

Legenda:

Luogo: C = Casa; T = Trasferta. Risultato: V = Vittoria; N = Pareggio; P = Sconfitta.

### Statistiche dei giocatori
| Giocatore       | Serie A  | Serie A | Serie A     | Serie A    | Coppa Italia | Coppa Italia | Coppa Italia | Coppa Italia | Totale   | Totale | Totale      | Totale     |
| Giocatore       | Presenze | Reti    | Ammonizioni | Espulsioni | Presenze     | Reti         | Ammonizioni  | Espulsioni   | Presenze | Reti   | Ammonizioni | Espulsioni |
| --------------- | -------- | ------- | ----------- | ---------- | ------------ | ------------ | ------------ | ------------ | -------- | ------ | ----------- | ---------- |
| Anselmo         | 5        | 1       | -           | -          | -            | -            | -            | -            | 5        | 1      | -           | -          |
| E. Arévalo      | 27       | 2       | -           | -          | 0            | 0            | -            | -            | 27       | 2      | -           | -          |
| S. Aronica      | 16       | 0       | -           | -          | -            | -            | -            | -            | 16       | 0      | -           | -          |
| E. Barreto      | 30       | 0       | -           | -          | 2            | 0            | -            | -            | 32       | 0      | -           | -          |
| F. Benussi      | 5        | -8      | -           | -          | 1            | -2           | -            | -            | 6        | -10    | -           | -          |
| N. Bertolo      | 7        | 0       | -           | -          | 1            | 0            | -            | -            | 8        | 0      | -           | -          |
| M. Boselli      | 8        | 0       | -           | -          | -            | -            | -            | -            | 8        | 0      | -           | -          |
| G. Brichetto    | 0        | -0      | -           | -          | 0            | -0           | -            | -            | 0        | -0     | -           | -          |
| F. Brienza      | 17       | 1       | -           | -          | 2            | 0            | -            | -            | 19       | 1      | -           | -          |
| I. Budan        | 6        | 1       | -           | -          | 1            | 0            | -            | -            | 7        | 1      | -           | -          |
| M. Cetto        | 3        | 0       | -           | -          | 2            | 0            | -            | -            | 5        | 0      | -           | -          |
| L. Di Matteo    | 0        | 0       | 0           | 0          | 0            | 0            | 0            | 0            | 0        | 0      | 0           | 0          |
| M. Donati       | 28       | 0       | -           | -          | 2            | 0            | -            | -            | 30       | 0      | -           | -          |
| A. Dossena      | 11       | 0       | -           | -          | -            | -            | -            | -            | 11       | 0      | -           | -          |
| P. Dybala       | 27       | 3       | -           | -          | 1            | 0            | -            | -            | 28       | 3      | -           | -          |
| D. Fabbrini     | 8        | 1       | -           | -          | -            | -            | -            | -            | 8        | 1      | -           | -          |
| A. Faurlín      | 6        | 0       | -           | -          | -            | -            | -            | -            | 6        | 0      | -           | -          |
| M. Formica      | 8        | 1       | -           | -          | -            | -            | -            | -            | 8        | 1      | -           | -          |
| S. García       | 32       | 1       | -           | -          | 2            | 0            | -            | -            | 34       | 1      | -           | -          |
| L. Giorgi       | 10       | 2       | -           | -          | 1            | 1            | -            | -            | 11       | 3      | -           | -          |
| A. Hernández    | 14       | 1       | -           | -          | 1            | 0            | -            | -            | 15       | 1      | -           | -          |
| J. Iličić       | 31       | 10      | -           | -          | 1            | 1            | -            | -            | 32       | 11     | -           | -          |
| J. Kurtić       | 31       | 0       | -           | -          | 1            | 0            | -            | -            | 32       | 0      | -           | -          |
| C. Labrín       | 1        | 0       | -           | -          | 1            | 0            | -            | -            | 2        | 0      | -           | -          |
| I. Lores Varela | 0        | 0       | 0           | 0          | 0            | 0            | 0            | 0            | 0        | 0      | 0           | 0          |
| C. Malele       | 3        | 0       | -           | -          | 0            | 0            | -            | -            | 3        | 0      | -           | -          |
| A. Mantovani    | 6        | 0       | -           | -          | 0            | 0            | -            | -            | 6        | 0      | -           | -          |
| A. Mehmeti      | 0        | 0       | 0           | 0          | 0            | 0            | 0            | 0            | 0        | 0      | 0           | 0          |
| F. Miccoli      | 29       | 8       | -           | -          | 1            | 2            | -            | -            | 30       | 10     | -           | -          |
| G. Migliaccio   | 1        | 0       | 0           | 0          | 0            | 0            | 0            | 0            | 1        | 0      | 0           | 0          |
| M. Milanović    | 0        | 0       | -           | -          | 2            | 0            | -            | -            | 2        | 0      | -           | -          |
| M. Morganella   | 30       | 0       | -           | -          | 1            | 0            | -            | -            | 31       | 0      | -           | -          |
| E. Muñoz        | 32       | 0       | -           | -          | 0            | 0            | -            | -            | 32       | 0      | -           | -          |
| Nélson          | 8        | 1       | -           | -          | -            | -            | -            | -            | 8        | 1      | -           | -          |
| E. Pisano       | 11       | 0       | -           | -          | 2            | 0            | -            | -            | 13       | 0      | -           | -          |
| G. Sanseverino  | 3        | 0       | -           | -          | 0            | 0            | -            | -            | 3        | 0      | -           | -          |
| Á. Simon        | 0        | 0       | 0           | 0          | 0            | 0            | 0            | 0            | 0        | 0      | 0           | 0          |
| S. Sorrentino   | 15       | -16     | -           | -          | -            | -            | -            | -            | 15       | -16    | -           | -          |
| M. Sperduti     | 0        | 0       | -           | -          | -            | -            | -            | -            | 0        | 0      | -           | -          |
| A. Tzorvas      | 0        | 0       | 0           | 0          | 0            | 0            | 0            | 0            | 0        | 0      | 0           | 0          |
| S. Ujkani       | 19       | -30     | -           | -          | 1            | -1           | -            | -            | 20       | -31    | -           | -          |
| F. Vázquez      | 0        | 0       | 0           | 0          | 0            | 0            | 0            | 0            | 0        | 0      | 0           | 0          |
| N. Viola        | 6        | 0       | -           | -          | 1            | 0            | -            | -            | 7        | 0      | -           | -          |
| S. von Bergen   | 35       | 1       | -           | -          | 0            | 0            | -            | -            | 35       | 1      | -           | -          |
| E. Zahavi       | 3        | 0       | -           | -          | 1            | 0            | -            | -            | 4        | 0      | -           | -          |

## Giovanili

### Organigramma societario
Primavera
Allenatore: Cesare Beggi e Pietro Ruisi, confermati il 20 giugno 2012.